# Campionati europei juniores di bob 2021
I Campionati europei juniores di bob 2021 sono stati la quarta edizione della rassegna continentale juniores, manifestazione organizzata dalla Federazione Internazionale di Bob e Skeleton. Si sono disputati il 20 febbraio 2021 a Schönau am Königssee, in Germania, sulla pista LOTTO Bayern Eisarena Königssee e sono stati assegnati i titoli continentali juniores sia nella categoria principale Under 26 che in quella Under 23.
Come a partire dalla seconda edizione del 2019, il campionato si disputò in un unico appuntamento, nel formato gara nella gara, in concomitanza con l'ultima tappa della Coppa Europa 2020/2021, dal cui risultato vennero estratte le relative graduatorie.
A causa di problemi tecnici nell'impianto di refrigerazione del tracciato bavarese, le gare del bob a due femminile e del bob a quattro maschili vennero cancellate e pertanto i relativi titoli non vennero assegnati.

## Risultati under 26

### Bob a due donne
La gara, inizialmente prevista per il 21 febbraio 2021, è stata cancellata per problemi tecnici occorsi all'impianto di refrigerazione della pista.

### Bob a due uomini
La gara è stata disputata il 20 febbraio 2021 nell'arco di due manches all'interno dell'ultima tappa della Coppa Europa 2020/21 e hanno preso parte alla competizione 18 equipaggi in rappresentanza di 12 differenti nazioni.
| Pos. | Atleti                                        | Nazione  | 1ª manche | 2ª manche | Totale  | Distacco |
| ---- | --------------------------------------------- | -------- | --------- | --------- | ------- | -------- |
|      | Mihai Cristian Tentea Ciprian Nicolae Daroczi | Romania  | 49"90     | 49"85     | 1'39"75 | –        |
|      | Maximilian Illmann Felix Dahms                | Germania | 49"87     | 50"00     | 1'39"87 | +0"12    |
|      | Hans Peter Hannighofer Tim Gessenhardt        | Germania | 49"99     | 49"90     | 1'39"89 | +0"14    |
| 4    | Jonas Jannusch Erec Maximilian Bruckert       | Germania | 50"02     | 49"94     | 1'39"96 | +0"21    |
| 5    | Laurin Zern Lukas Koller                      | Germania | 50"02     | 50"01     | 1'40"03 | +0"28    |

Nota: in grassetto il miglior tempo di manche.

### Bob a quattro uomini
La gara, inizialmente prevista per il 21 febbraio 2021, è stata cancellata per problemi tecnici occorsi all'impianto di refrigerazione della pista e il relativo titolo non è stato pertanto assegnato.

## Risultati under 23

### Bob a due donne U23
La gara, inizialmente prevista per il 21 febbraio 2021, è stata cancellata per problemi tecnici occorsi all'impianto di refrigerazione della pista e il relativo titolo non è stato pertanto assegnato.

### Bob a due uomini U23
La classifica è stata estratta da quella relativa alla gara principale, tenutasi il 20 febbraio 2021 nell'arco di due manches, alla quale erano iscritti 9 equipaggi under 23 in rappresentanza di altrettante differenti nazioni.
| Pos. | Atleti                                        | Nazione       | 1ª manche | 2ª manche       | Totale  | Distacco |
| ---- | --------------------------------------------- | ------------- | --------- | --------------- | ------- | -------- |
|      | Mihai Cristian Tentea Ciprian Nicolae Daroczi | Romania       | 49"90     | 49"85           | 1'39"75 | –        |
|      | Maximilian Illmann Felix Dahms                | Germania      | 49"87     | 50"00           | 1'39"87 | +0"12    |
|      | Pavol Táborský Ján Marek Trebichavský         | Slovacchia    | 50"89     | 51"14           | 1'42"03 | +2"28    |
| 4    | Vjačeslav Popov Andrej Andrijanov             | Russia        | 50"69     | 51"78           | 1'42"47 | +9"72    |
| 5    | Martin Krantz Lorenz Lenherr                  | Liechtenstein | 51"22     | non qualificati | -       | -        |

Nota: in grassetto il miglior tempo di manche.

### Bob a quattro uomini U23
La gara, inizialmente prevista per il 21 febbraio 2021, è stata cancellata per problemi tecnici occorsi all'impianto di refrigerazione della pista e il relativo titolo non è stato pertanto assegnato.

## Medagliere
| Pos.   | Nazione    | Oro | Argento | Bronzo | Totale |
| ------ | ---------- | --- | ------- | ------ | ------ |
| 1      | Romania    | 2   | 0       | 0      | 2      |
| 2      | Germania   | 0   | 2       | 1      | 3      |
| 3      | Slovacchia | 0   | 0       | 1      | 1      |
| Totale | Totale     | 2   | 2       | 2      | 6      |